# Suntar
Suntar (russisch Сунтар; jakutisch Сунтаар/Suntaar) ist ein Dorf in der Republik Sacha (Jakutien) mit 10.034 Einwohnern (Stand 14. Oktober 2010).

## Geographie

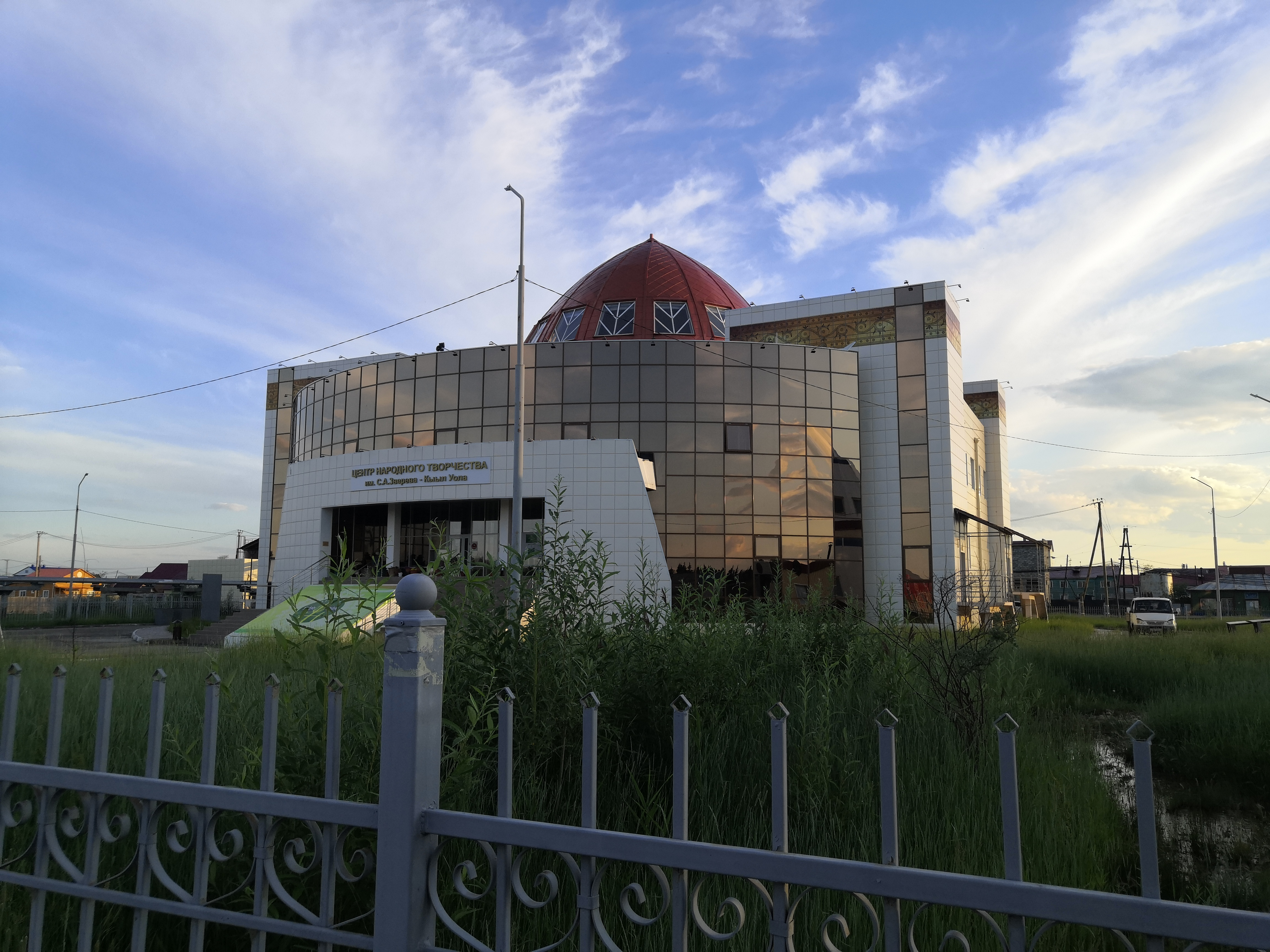
Volkskunstzentrum in Suntar

Die Siedlung liegt am Nordrand des Lenaplateaus, etwa 630 Kilometer Luftlinie westlich der Republikhauptstadt Jakutsk, am linken Ufer des Wiljui.
Suntar ist Verwaltungszentrum des Ulus (Rajons) Suntarski und als deren einzige Ortschaft Sitz der Landgemeinde (selskoje posselenije) Suntarski nasleg. Über 90 % der Einwohner sind Jakuten. Eine Zuchtrichtung des Jakuten-Pferdes ist nach Suntar benannt.

## Geschichte
Als Gründungsjahr des Ortes gilt 1764, als in dem seit dem 17. Jahrhundert von Jakuten besiedelten Gebiet die russisch-orthodoxe Mariä-Tempelgang-Kirche (Wwedenski-Kirche) errichtet wurde. Der um die Kirche entstandene Ort entwickelte sich bis gegen Ende des 19. Jahrhunderts zum Zentrum des Naslegs (unterste jakutische Verwaltungseinheit) Suntarski; am 24. November 1910 erhielt er zusammen mit der unweit gelegenen, heute nicht mehr existierenden Siedlung Nowo-Alexandrowka den offiziellen Status eines Dorfes (selo).
Mit der Einrichtung des Rajons (heute Ulus) Suntarski am 9. Januar 1930 wurde das Dorf zu dessen Verwaltungssitz.

### Bevölkerungsentwicklung
| Jahr | Einwohner |
| ---- | --------- |
| 1939 | 1.585     |
| 1959 | 3.877     |
| 1970 | 5.702     |
| 1979 | 6.338     |
| 1989 | 6.707     |
| 2002 | 8.930     |
| 2010 | 10.034    |

Anmerkung: Volkszählungsdaten

## Kultur und Sehenswürdigkeiten
In Suntar existiert ein Museumskomplex, der dem im Nasleg geborenen jakutischen Volkssänger Sergei Swerew-Kyyl Uola (1900–1973) gewidmet ist.

## Wirtschaft und Infrastruktur
Suntar ist Zentrum eines Landwirtschaftsgebietes (Rinder- und Pferdehaltung, Anbau von Getreide, Gemüse und Futterpflanzen) mit mehreren verarbeitenden Betrieben für den regionalen Bedarf.
Das Dorf liegt an der Fernstraße A331 Wiljui auf dem Abschnitt, der Jakutsk mit der Diamantenbergbaustadt Mirny im Westen der Republik verbindet. Östlich des Ortes wird der Wiljui im Sommer von einer Fähre, im Winter per Eisstraße überquert.
In Suntar gibt es eine Anlegestelle am schiffbaren Wijui und etwa drei Kilometer nördlich den kleinen Flughafen Suntar (ICAO-Flugplatzcode UENS), von dem aus Verbindung mit der Republikhauptstadt besteht.